# RIIAD1
RIIAD1 (англ. Regulatory subunit of type II PKA R-subunit (RIIa) domain containing 1) – білок, який кодується однойменним геном, розташованим у людей на 1-й хромосомі. Довжина поліпептидного ланцюга білка становить 92 амінокислот, а молекулярна маса — 10 810.
| 10         |  | 20         |  | 30         |  | 40         |  | 50         |
| ---------- |  | ---------- |  | ---------- |  | ---------- |  | ---------- |
| METLPGLLQR |  | PDPGALSAAQ |  | LEQLRKFKIQ |  | TRIANEKYLR |  | THKEVEWLIS |
| GFFREIFLKR |  | PDNILEFAAD |  | YFTDPRLPNK |  | IHMQLIKDKK |  | AA         |

A: Аланін

D: Аспарагінова кислота

E: Глутамінова кислота

F: Фенілаланін

G: Гліцин

H: Гістидин

I: Ізолейцин

K: Лізин

L: Лейцин

M: Метіонін

N: Аспарагін

P: Пролін

Q: Глутамін

R: Аргінін

S: Серин

T: Треонін

V: Валін

W: Триптофан